# Frank Airey
Frank Airey (sinh năm 1887) là một cầu thủ bóng đá thi đấu ở Football League cho Gainsborough Trinity. Ông cũng thi đấu cho Trinity Institute.